# Martna (obec)
Obec Martna (estonsky Martna vald) je bývalá samosprávná obec náležející do estonského kraje Läänemaa. V roce 2017 byla začleněna do obce Lääne-Nigula.

## Obyvatelstvo
V obci Martna žije přes tisíc obyvatel ve 33 vesnicích (Allikotsa, Ehmja, Enivere, Jõesse, Kaare, Kaasiku, Kabeli, Kasari, Keravere, Keskküla, Keskvere, Kesu, Kirna, Kokre, Kurevere, Laiküla, Liivaküla, Martna, Männiku, Niinja, Nõmme, Ohtla, Oonga, Putkaste, Rannajõe, Rõude, Soo-otsa, Suure-Lähtru, Tammiku, Tuka, Uusküla, Väike-Lähtru, Vanaküla). Správním centrem obce je vesnice Martna.